# Écaquelon
Écaquelon és un municipi francès situat al departament de l'Eure i a la regió de Normandia. L'any 2007 tenia 466 habitants.

## Demografia

### Població
El 2007 la població de fet d'Écaquelon era de 466 persones. Hi havia 179 famílies, de les quals 33 eren unipersonals (15 homes vivint sols i 18 dones vivint soles), 55 parelles sense fills, 69 parelles amb fills i 22 famílies monoparentals amb fills.
La població ha evolucionat segons el següent gràfic:
Habitants censats

### Habitatges
El 2007 hi havia 225 habitatges, 181 eren l'habitatge principal de la família, 32 eren segones residències i 12 estaven desocupats. Tots els 223 habitatges eren cases. Dels 181 habitatges principals, 155 estaven ocupats pels seus propietaris, 23 estaven llogats i ocupats pels llogaters i 3 estaven cedits a títol gratuït; 8 tenien dues cambres, 23 en tenien tres, 60 en tenien quatre i 90 en tenien cinc o més. 137 habitatges disposaven pel capbaix d'una plaça de pàrquing. A 57 habitatges hi havia un automòbil i a 119 n'hi havia dos o més.

### Piràmide de població
La piràmide de població per edats i sexe el 2009 era:
| Homes | Edats   | Dones |
| ----- | ------- | ----- |
| 0     | 95 o +  | 0     |
| 0     | 90 a 94 | 0     |
| 0     | 85 a 89 | 0     |
| 4     | 80 a 84 | 0     |
| 4     | 75 a 79 | 8     |
| 4     | 70 a 74 | 8     |
| 0     | 65 a 69 | 4     |
| 12    | 60 a 64 | 4     |
| 0     | 55 a 59 | 4     |
| 12    | 50 a 54 | 12    |
| 24    | 45 a 49 | 32    |
| 28    | 40 a 44 | 12    |
| 12    | 35 a 39 | 16    |
| 20    | 30 a 34 | 12    |
| 16    | 25 a 29 | 12    |
| 8     | 20 a 24 | 8     |
| 32    | 15 a 19 | 20    |
| 12    | 10 a 14 | 20    |
| 8     | 5 a 9   | 24    |
| 8     | 0 a 4   | 20    |

## Economia
El 2007 la població en edat de treballar era de 329 persones, 268 eren actives i 61 eren inactives. De les 268 persones actives 248 estaven ocupades (142 homes i 106 dones) i 20 estaven aturades (10 homes i 10 dones). De les 61 persones inactives 20 estaven jubilades, 15 estaven estudiant i 26 estaven classificades com a «altres inactius».

### Ingressos
El 2009 a Écaquelon hi havia 206 unitats fiscals que integraven 520 persones, la mediana anual d'ingressos fiscals per persona era de 18.648 €.

### Activitats econòmiques
Dels 12 establiments que hi havia el 2007, 1 era d'una empresa de fabricació d'altres productes industrials, 5 d'empreses de construcció, 2 d'empreses de comerç i reparació d'automòbils, 1 d'una empresa de transport, 1 d'una empresa de serveis i 2 d'empreses classificades com a «altres activitats de serveis».
Dels 7 establiments de servei als particulars que hi havia el 2009, 1 era un paleta, 1 guixaire pintor, 1 fusteria, 1 electricista, 1 empresa de construcció i 2 perruqueries.
L'únic establiment comercial que hi havia el 2009 era una botiga de roba.
L'any 2000 a Écaquelon hi havia 19 explotacions agrícoles que ocupaven un total de 798 hectàrees.

## Equipaments sanitaris i escolars
El 2009 hi havia una escola elemental integrada dins d'un grup escolar amb les comunes properes formant una escola dispersa.

## Poblacions més properes
El següent diagrama mostra les poblacions més properes.